# Ryan Switzer
Ryan Switzer (Charleston, 4 novembre 1994) è un ex giocatore di football americano statunitense che ha militato nel ruolo di wide receiver nella National Football League  (NFL).

## Carriera

### Dallas Cowboys
Switzer al college giocò a football alla North Carolina University, stabilendo i primati in carriera dell'istituto per ricezioni e yard ricevute. Fu scelto nel corso del terzo giro (92º assoluto) nel Draft NFL 2017 dai Dallas Cowboys. Debuttò come professionista giocando come kick returner negli special team nella vittoria della gara del primo turno contro i New York Giants. Il primo passaggio lo ricevette dal quarterback Dak Prescott nella settimana 7 contro i San Francisco 49ers. La sua prima stagione si concluse con 856 yard e un touchdown come kick returner venendo inserito in tale ruolo nella formazione ideale dei rookie dalla Pro Football Writers of America.

### Oakland Raiers
Il 28 aprile 2018 Switzer fu scambiato con gli Oakland Raiders per Jihad Ward.

### Pittsburgh Steelers
Il 27 agosto 2018 Switzer fu nuovamente scambiato con i Pittsburgh Steelers.

### Cleveland Browns
Il 1º ottobre 2020 Switzer firmò con i Cleveland Browns. Il 18 luglio 2022 annunciò il proprio ritiro.

## Palmarès
- PFWA All-Rookie Team - 2017